# Jean Wicki
Jean Wicki (ur. 18 czerwca 1933 w Sierre, zm. 11 czerwca 2023) – szwajcarski bobsleista. Trzykrotny medalista olimpijski.
Dwa razy startował na igrzyskach olimpijskich (IO 68, IO 72) i na obu olimpiadach zdobywał medale. W 1968 w czwórkach wywalczył brązowy medal. Na początku lat 70. zaproponował współpracę lekkoatlecie Edy’emu Hubacherowi. Podczas IO 72 w dwójkach zajęli trzecie miejsce, w czwórkach bob prowadzony przez Wickiego nie miał sobie równych.